# Бексли (муниципалитет)
Муниципалитет Бексли (англ. Municipality of Bexley) — бывший район местного самоуправления в районе Сент-Джордж в Сиднее (штат Новый Южный Уэльс, Австралия). Муниципалитет был провозглашен как боро Бексли 28 июня 1900 года, когда он официально отделился от муниципального округа Херствилл, и включал современные пригороды Бексли, Бексли-Норт и Кингсгроув, а также части Карлтона, Бардуэлл-Парка, Бардуэлл-Вэлли, Рокдейла и Когары. С 1 января 1949 года совет был объединен в муниципалитет Рокдейл после принятия Закона о местном самоуправлении 1948 года.

## История и местоположение районного совета Бексли
Район Бексли был впервые зарегистрирован 25 марта 1887 года, когда в правительственном вестнике штата Новый Южный Уэльс было опубликовано объявление о создании «Муниципального округа Херствилл», а 29 декабря 1887 года были созданы его избирательные округа, включая «округ Бексли». Хотя изначально район Бексли имел преимущественно сельский характер, к началу XX века население района Бексли достигло 2850 человек, и группа местных жителей, включая всех трёх олдерменов района Бексли, 16 ноября 1899 года подала губернатору Нового Южного Уэльса, графу Бошампу, петицию с просьбой о создании муниципалитета с названием «Боро Бексли», аргументируя это тем, что в соответствии с существующим порядком в Херствилле территория округа Бексли была недопредставлена по сравнению с его вкладом в оплату тарифов и географически удалена от остальной территории совета. Петиция была принята, и 28 июня 1900 года был создан Совет округа Бексли.
Первый совет был избран 11 августа 1900 года, в него вошли девять олдерменов:
| Олдермен                  | Примечание                                                                                     |
| ------------------------- | ---------------------------------------------------------------------------------------------- |
| Джордж Томас Ричардс      | Олдермен округа Херствилл Бексли 1898—1900. Телеграфист, Данмор-стрит, Бексли.                 |
| Александр Крейг Рид       | Юридическая канцелярия, Глэдстон-стрит, Бексли.                                                |
| Джеймс Уильям Ларбалестир | Олдермен округа Херствилл Бексли 1898—1900. Сапожник, Мономит-стрит, Бексли.                   |
| Чарльз Генри Остин        | Олдермен округа Херствилл Бексли 1894—1898. Государственный бухгалтер, Глэдстон-стрит, Бексли. |
| Чарльз Эйми Говард        | Землевладелец, Стоуни Крик Роуд, Кингсгроув.                                                   |
| Джозеф Годвин             | Кладовщик, Хайгейт-стрит, Бексли.                                                              |
| Уильям Эдвард Пейн        | Подрядчик, Бейвью-стрит, Бексли.                                                               |
| Джон Купер                | Изготовитель седел и упряжи, Флит-стрит, Карлтон.                                              |
| Ричард Сандерс            | Продавец, Юнион-стрит, Когара.                                                                 |

Совет впервые собрался в зале дискуссионного общества в Карлтоне 15 августа 1900 года, первым мэром был избран олдермен Джеймс Уильям Ларбалестир. 13 сентября олдермен Чарльз Генри Остин был назначен казначеем. 11 ноября 1901 года был официально открыт зал заседаний совета на углу улиц Королевы Виктории и Нортбрук (Бексли), построенный по плану олдермена Пейна, с фасадом архитектора Уильяма Кенвуда. С 28 декабря 1906 года, после принятия Акта о местном самоуправлении 1906 года, совет был переименован в «Муниципалитет Бексли».

### Поздняя история
В декабре 1920 года Бексли объединился с советами Рокдейла, Херствилла и Когары, образовав Совет округа Сент-Джордж. Хотя на протяжении большей части своей истории совет Бексли избирался по принципу «широкого круга избирателей», 18 марта 1942 года муниципалитет был разделён на четыре округа: Северный, Южный, Восточный и Западный округ.
К концу Второй мировой войны правительство Нового Южного Уэльса осознало, что его идеи по расширению инфраструктуры не могут быть реализованы при существующей системе разрозненных небольших муниципальных советов по всему Сиднею, и министр местного самоуправления, Джозеф Кэхилл, в 1948 году принял законопроект, упраздняющий значительное число этих советов. В соответствии с Законом о местном самоуправлении 1948 года муниципальный совет Бексли стал первым избирательным округом муниципалитета Рокдейл, который находился непосредственно к востоку.
Избранный Совет округа был создан для обеспечения электроэнергией районов Когара, Рокдейл, Херствилл и Бексли и прекратил своё существование после объединения с Советом округа Сидней с 1 января 1980 года.

## Мэры
| Годы                              | Мэр                         | Источники                   |
| --------------------------------- | --------------------------- | --------------------------- |
| 15 августа 1900 — 13 июля 1901    | Джеймс Уильям Ларбалестье   | [ 9 ] [ 18 ]                |
| 13 июля 1901 — 15 февраля 1902    | Уильям Эдвард Пейн          | [ 19 ]                      |
| 15 февраля 1902 — 28 октября 1902 | Генри Уотсон Харраденс      | [ 20 ] [ 21 ]               |
| 28 октября 1902 — 5 февраля 1903  | Джеймс Уильям Ларбалестьер  | [ 22 ]                      |
| 5 февраля 1903 — 17 февраля 1904  | Уильям Эдвард Пейн          | [ 23 ]                      |
| 17 февраля 1904 — 11 февраля 1905 | Ричард Сандерс              | [ 24 ]                      |
| 11 февраля 1905 — 16 февраля 1906 | Джозеф Годвин               | [ 25 ]                      |
| 16 февраля 1906 — 10 февраля 1908 | Чарльз Эйми Ховард          | [ 26 ] [ 27 ] [ 28 ]        |
| 10 февраля 1908 — 24 марта 1909   | Чарльз Альберт Биддульф     | [ 29 ] [ 30 ]               |
| 24 марта 1909 — 8 февраля 1910    | Джон Джордж Гриффин         | [ 31 ]                      |
| 8 февраля 1910 — 24 февраля 1911  | Чарльз Альберт Биддульф     | [ 32 ]                      |
| 24 февраля 1911 — 6 февраля 1912  | Чарльз Эйми Ховард          | [ 33 ]                      |
| 6 февраля 1912 — 6 февраля 1914   | Джоб Джон Фредерик Лоуренс  | [ 34 ] [ 35 ] [ 36 ]        |
| 6 февраля 1914 — 2 февраля 1915   | Дэвид Тернбулл Браун        | [ 37 ]                      |
| 2 февраля 1915 — февраль 1917     | Уильям Джон Берриман        | [ 38 ] [ 39 ]               |
| февраль 1917 — 4 февраля 1919     | Дэвид Тернбулл Браун        | [ 40 ]                      |
| 4 февраля 1919 — 13 декабря 1920  | Уильям Фредерик Браун       | [ 41 ]                      |
| 13 декабря 1920 — декабрь 1922    | Фредерик Персиваль Даусетт  | [ 42 ] [ 43 ]               |
| декабрь 1922 — 12 июня 1923       | Джон Джордж Гриффин         | [ 44 ]                      |
| 12 июня 1923 — 15 декабря 1925    | Фредерик Шросбри Стивенс    | [ 45 ] [ 46 ] [ 47 ] [ 48 ] |
| 15 декабря 1925 — декабрь 1927    | Джозеф Томас Фостер Барвелл | [ 49 ]                      |
| декабрь1927 — декабрь 1928        | Генри Тодд                  | [ 50 ]                      |
| декабрь 1928 — декабрь 1930       | Чарльз Альберт Биддульф     | [ 51 ] [ 52 ]               |
| декабрь 1930 — декабрь 1932       | Джордж Райан                | [ 53 ]                      |
| декабрь 1932 — 5 декабря 1934     | Чарльз Альберт Биддульф     | [ 51 ] [ 52 ]               |
| 5 декабря 1934 — 7 декабря 1937   | Джозеф Томас Фостер Барвелл | [ 54 ] [ 55 ] [ 56 ]        |
| 7 декабря 1937 — декабрь 1938     | Томас Генри Спэнсвик        | [ 57 ]                      |
| декабрь 1938 — декабрь 1940       | Джозеф Томас Фостер Барвелл | [ 58 ] [ 59 ]               |
| декабрь 1940 — 8 декабря 1942     | Арчибальд Нил Макдональд    | [ 60 ] [ 61 ]               |
| 8 декабря 1942 — 12 декабря 1944  | Фредерик Персиваль Даусетт  | [ 62 ] [ 63 ]               |
| 12 декабря 1944 — 31 декабря 1948 | Альберт Майнерд             | [ 63 ] [ 64 ]               |

## Секретари городского совета
| Годы                               | Секретарь городского совета | Источники            |
| ---------------------------------- | --------------------------- | -------------------- |
| 15 августа 1900 — 13 сентября 1900 | Густав Адольф Грисбах       | [ 65 ]               |
| 13 сентября 1900 — 10 декабря 1902 | Томас Гектор Уирн           | [ 66 ]               |
| 10 декабря 1902 — 4 апреля 1937    | Ричард Уотсон Черчилль      | [ 67 ] [ 68 ] [ 69 ] |
| 4 апреля 1937 — 25 августа 1944    | Эрнест Стэнли Фаулер        | [ 70 ] [ 71 ]        |
| 25 августа 1944 — 31 декабря 1948  | Эндрю Эмсли Робб            | [ 72 ]               |